# Cantó de Sent Vivian dau Medòc
El cantó de Sent Vivian dau Medòc és un cantó francès del departament de la Gironda, situat al districte de L'Esparra. Té 7 municipis i el cap és Sent Vivian dau Medòc.

## Municipis
- Graian e l'Espitau
- Jau, Dinhac e Hloirac
- Sent Vivian dau Medòc
- Solac de Mar
- Talais
- Vençac
- Lo Verdon de Mar

## Història
| Data d'elecció                           | Identitat            | Partit        | Qualitat |
| ---------------------------------------- | -------------------- | ------------- | -------- |
| 1945-1958                                | Georges Poirier      |               |          |
| 1958-1964                                | Guy Lartigue         |               |          |
| 1964-1976                                | Jean-François Pintat | RI            |          |
| 1976-1988                                | Jacques Noël         | PS            |          |
| 1988-2001                                | Xavier Pintat        | UDF           |          |
| 2001-2008                                | Jean-François Régère | Divers droite |          |
| 2008-                                    | Serge Laporte        | PS            |          |
| les dades anteriors no són pas conegudes |                      |               |          |
|                                          |                      |               |          |

## Demografia
| 1962  | 1968  | 1975  | 1982  | 1990  | 1999  | 2006  |
| ----- | ----- | ----- | ----- | ----- | ----- | ----- |
| 7.203 | 7.474 | 7.659 | 7.891 | 8.126 | 8.194 | 8.863 |